# 維佐峰

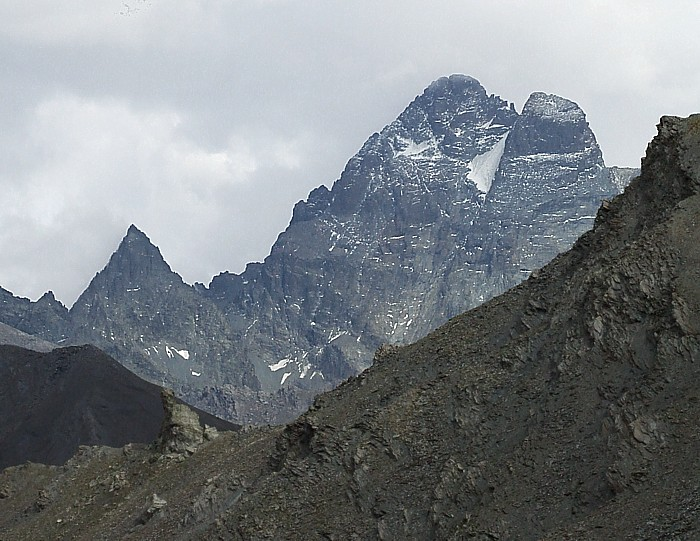

維佐峰是意大利的山峰，位於皮埃蒙特，屬於科蒂安阿爾卑斯山脈的一部分，海拔高度3,841米，山峰在新石器時代形成，人類在1861年8月30日首次登頂。

## 外部連結
- Monte Viso on SummitPost （页面存档备份，存于）